# ゼロバンク
ゼロバンク（ZEROBANK）は、株式会社ゼロネットワークス（現・株式会社ファミリーマート）が大垣共立銀行と提携して岐阜県・愛知県で展開していたコンビニATM。かつては東京スター銀行・三重銀行とも提携して首都圏4都県（東京都・神奈川県・千葉県・埼玉県）および三重県でも展開していたが、前者は2012年12月末をもって、後者は2013年11月をもって提携を終了している。2018年11月30日を以て、サービスを終了した。

## 概要
コンビニエンスストアチェーンのサークルKサンクス（現・ファミリーマート）全額出資の子会社であるゼロネットワークス（2017年3月1日にファミリーマートが吸収合併）によるATMサービスの一つで、岐阜県・愛知県の「サークルK」「サンクス」ならびに両者から「ファミリーマート」へ転換した店舗および一部のユニーグループ店舗（ピアゴ、ラフーズコア）に設置されている。
ゆうちょ銀行を除くすべての民間金融機関の預金払戻を原則無料（時間外手数料は別途）で扱うことを特色としており、キャッチコピーにも『手数料ゼロ主義。』を掲げる。他のコンビニATMと異なり、ATMの稼働時間や（他行を含めた）時間外手数料の取り扱いが幹事銀行ごとに異なる（同じゼロバンクATMでも、土曜日午前中のように時間外手数料が発生するATMと発生しないATMがある）ことも特徴の一つ。ただし、顧客向け手数料のみを減免する（銀行向け手数料は別途徴収している）という営業方針は幹事行の競合金融機関との軋轢を生む結果となり、東京スター銀行管理のATMで三菱東京UFJ銀行キャッシュカードの利用が打ち切られる、大垣共立銀行と地盤の重なる十六銀行のキャッシュカードの2012年7月末での利用停止がアナウンスされる（その後の交渉で利用停止は回避されている）などの事象が生じている。
東京スター銀行との提携期間満了に伴い、首都圏でのサービスは2012年夏以降順次終了し、ATMは同じゼロネットワークスが展開するBankTime（りそな銀行管理）に置き換えられた。また三重銀行との提携期間満了に伴い、三重県内でのサービスも2013年9月以降順次終了し、2013年11月いっぱいまでに順次イーネットATM（百五銀行管理）へのリプレースが行われ、2013年6月24日以降に新規開店した拠点は、イーネットが最初から設置されている。
2017年7月以降、大垣共立銀行のゼロバンクも順次ゆうちょ銀行に置き換えられることが発表された。これに伴い、ゼロバンクは2018年11月30日を以て、サービスを終了した。
なお、「ゼロバンク」の名称は、株式会社ゼロネットワークス（現・株式会社ファミリーマート）の登録商標である。

## 沿革
- 2004年10月1日 - サークルKサンクス（のちのファミリーマート）が100%出資の子会社「ゼロネットワークス」を設立。
- 2005年
  - 1月12日 - サークルKサンクスが大垣共立銀行と提携し、岐阜県・愛知県内のサークルK及びサンクス1,317店舗に「ゼロバンク」ブランドのATMを設置することを発表[10]。同年3月よりサービスを開始。
  - 9月5日 - サークルKサンクスが三重銀行との間で「ゼロバンク」設置に関する提携基本合意を発表[11]。
- 2006年
  - 2月28日 - サークルKサンクスが東京スター銀行との間で「ゼロバンク」設置に関する提携基本合意を発表[12]。
  - 5月26日 - 三重県四日市市内の2店舗においてサービスを開始[13]。
  - 7月19日 - 東京都内の3店舗においてサービスを開始[14]。
- 2012年
  - 2月2日 - 東京スター銀行との提携契約期間満了により、同年夏以降首都圏でのゼロバンクATMサービスを順次終了することを発表[6]。
  - 12月 - 東京スター銀行との提携契約満了、首都圏でのゼロバンクATMサービス終了[1]。
- 2013年
  - 4月4日 - 三重銀行との提携契約期間満了により、同年9月以降三重県でのゼロバンクATMサービスを順次終了することを発表[7]。6月24日[注 3]以降に開店する同県内のサークルKサンクスの店舗には開店時から百五銀行管理のイーネットATMを設置し、ゼロバンクATM設置店は9月以降11月までにイーネットATMへリプレース。
  - 11月30日 - 三重銀行との提携契約満了、三重県内でのゼロバンクATMサービス終了。
- 2016年
  - 9月1日 - 親会社であるサークルKサンクスの社名が、ファミリーマートに改称される。ユニー・ファミリーマートホールディングスから、ファミリーマートブランドのコンビニエンスストア事業をファミリーマートが吸収分割により継承したことにともない、岐阜県・愛知県内のファミリーマートの店舗の一部でも設置が開始された。
- 2017年
  - 3月1日 - ファミリーマートがゼロネットワークスを吸収合併[3]。
  - 7月3日 - 大垣共立銀行管理機のゼロバンクのゆうちょ銀行のATMへの転換を正式に開始。
- 2018年
  - 11月30日 - サービス終了。

## サービススキーム
ゼロバンクのサービススキームは、サークルKサンクスと沖電気工業のパートナーシップにより構築されている。
具体的には、サークルKサンクスと幹事銀行との間で業務提携を結ぶと、幹事銀行はATM管理をゼロネットワークスに委託、ゼロネットワークスはそれを沖電気工業の子会社である日本ビジネスオペレーションズに再委託する形となっていた。このこともあり、ゼロバンクの自動取引装置は、沖電気のCP21V（カスタマイズ仕様）が採用された。

### 注
1. ↑  なお東京スター銀行はゼロバンク提携前の2004年5月より同様の施策を行なっている。
2. ↑  2008年10月より。三菱東京UFJ銀行による東京スター銀行とのATM・CDオンライン提携契約解約に伴うもの（東京スター銀行#ATM参照）で、大垣共立銀行・三重銀行（後者は2013年11月にサービス終了）管理機では利用可能。
3. ↑  同日、三重銀行はイーネットと提携を開始している。